# Acéclofénac
L'acéclofénac est un médicament anti-inflammatoire non stéroïdien. Il agit en inhibant la synthèse des prostaglandines.
Il est commercialisé en France sous le nom commercial Cartrex par le laboratoire pharmaceutique Almirall, ainsi que sous forme de médicament générique.
Ce médicament est considéré comme un médicament à écarter par la revue Prescrire du fait de l'existence de traitements alternatifs n'entraînant pas les mêmes risques cardiovasculaires.